# Aubarède
Aubarède település Franciaországban, Hautes-Pyrénées megyében. Lakosainak száma 286 fő (2022. január 1.). Aubarède Chelle-Debat, Cabanac, Mun és Peyriguère községekkel határos.

## Népesség
A település népességének változása:
| Lakosok száma | 279  | 293  | 301  | 297  | 295  | 298  | 292  | 289  | 286  |
|               | 2013 | 2015 | 2016 | 2017 | 2018 | 2019 | 2020 | 2021 | 2022 |